# Nicola Cabibbo
Nicola Cabibbo (ur. 10 kwietnia 1935 w Rzymie, zm. 16 sierpnia 2010 tamże) – włoski fizyk teoretyczny, profesor Uniwersytetu Sapienza w Rzymie, prezes Papieskiej Akademii Nauk.
Cabibbo zasłynął w teorii cząstek elementarnych i oddziaływań fundamentalnych – jego prace dotyczą oddziaływań słabych i ich związku z oddziaływaniami silnymi.

## Nagrody
- 1989: Nagroda Sakurai przyznawana przez Amerykańskie Towarzystwo Fizyczne (APS) teoretykom cząstek elementarnych[1].
- Kawaler Krzyża Wielkiego Orderu Zasługi Republiki Włoskiej — 2 czerwca 1993[2]
- 2010: Medal Diraca (ICTP)[3].